# (9856) 1991 EE
1991 إي إي (ويعرف أيضًا باسم (9856) 1991 إي إي وفق تسمية الكوكب الصغير) (بالإنجليزية: 1991 EE)‏ هو كويكب ضمن حزام الكويكبات؛ وترتيبه 9856 من حيث الاكتشاف.
اكتُشف هذا الجُرم الفلكي بواسطة سبيس واتش في 13 مارس 1991.

## وصلات خارجية
- (9856) 1991 EE في قاعدة بيانات مختبر الدفع النفاث لأجرام النظام الشمسي الصغيرة

- الاكتشاف · مخطط المدار ·  العناصر المدارية · المعلمات المادية

- (9856) 1991 EE على موقع ويكي سكاي: DSS2, SDSS, GALEX, IRAS, Hydrogen α, X-Ray, Astrophoto, Sky Map, Articles and images